# Jérémie Duchier
Jérémie D. Lignol, de son vrai nom Jérémie Duchier, est un chef décorateur français.

## Biographie
Il fait ses études à l'École nationale supérieure des arts décoratifs et commence à travailler sur des décors de théâtre avant de se tourner vers le cinéma,.

## Théâtre
- 2002 : Le Procès du général Aussaresses de José Valverde, mise en scène de José Valverde
- 2006 : Pluie d'été à Hiroshima d'après Marguerite Duras, mise en scène d'Éric Vigner
- 2007 : Le Cid de Pierre Corneille, mise en scène de Laurent Rogero
- 2008 : Ordet de Kaj Munk, mise en scène d'Arthur Nauzyciel

## Filmographie (sélection)
- 2007 : Le Tueur de Cédric Anger
- 2013 : 16 ans ou presque de Tristan Séguéla
- 2014 : Bodybuilder de Roschdy Zem
- 2016 : Chocolat de Roschdy Zem
- 2023 : Anti-Squat de Nicolas Silhol

## Distinctions

### Récompenses
- César 2017 : César des meilleurs décors pour Chocolat